# Índio (labdarúgó)
Aluísio Francisco da Luz, ismertebb nevén: Índio (Cabedelo, 1931. március 1. – 2020. április 19.) brazil válogatott labdarúgó.
A brazil válogatott tagjaként részt vett az 1954-es világbajnokságon és az 1957-es Dél-amerikai bajnokságon.

## Sikerei, díjai
Flamengo
- Torneio Início do Rio de Janeiro (2): 1951, 1952
- Campionato Carioca (3): 1953, 1954, 1955

Brazília
- Dél-amerikai ezüstérmes (1): 1957